# Casciago
Casciago (lombardul: Cas'ciagh) település Olaszországban, Varese megyében. Lakosainak száma 3614 fő (2023. január 1.). Casciago Barasso, Gavirate, Luvinate és Varese községekkel határos.

## Népesség
A település népességének változása:
| Lakosok száma | 3795 | 3763 | 3614 |
|               | 2017 | 2018 | 2023 |